# Jack G. Westergaard
Jack Gøtzsche Westergaard (31. december 1908 – 22. september 1975) var en dansk konservativ politiker og forretningsmand. 
Westergaard studerede nationaløkonomi og blev cand. polit. i 1932. Han var formand for KU fra 1932 til 1936. Under hans lederskab orienterede KU sig mod den europæiske fascisme, som var brudt frem med Mussolini i Italien og Hitler i Tyskland. 
Det var i denne periode, at KU marcherede i gaderne i et uniformslignende antræk med skrårem og sloges med socialdemokrater og kommunister, en periode, som Lise Nørgaard  skildrede i serien Matador. I 1935 var KU vokset til omkring 30.000 medlemmer. 
Der var modstand internt imod de antidemokratiske strømninger, og i 1936 blev Westergaard væltet som formand af John Christmas Møller og afløst af Aksel Møller.
Westergaard gik efter et mislykket kupforsøg ind i den konservative politiker Victor Pürschels nationalistiske "genrejserparti" Nationalt Samvirke  og fulgte ham siden ind i Dansk Samling efter sammenlægningen af Dansk Samling og Nationalt Samvirke i 1939. Herefter gik Jack G. Westergaard ud af politik. 
Westergaard var i en årrække aktiv i Højres Fond og støttede her det borgerlige protestparti De Uafhængige.